# Svartbrynad rörsångare
Svartbrynad rörsångare (Acrocephalus bistrigiceps) är en asiatisk fågel i familjen rörsångare inom ordningen tättingar.

## Utseende och läte
Svartbrynad rörsångare är en typisk, liten (13,5-14 cm) och ostreckad rörsångare. Karakteristiskt är ett lång och brett beigevit ögonbrynsstreck som avslutas tvärt. Ovanför syns ett svartaktigt hjässband. I fräsch dräkt är ovansidan varmt olivbrun och undersidan vitaktig med varmbeige flanker och bröstsidor. Sången består av en serie snabbt upprepade korta fraser blandade med torra, sträva och spinnande ljud. Lätet är ett mjukt "tjack".

## Utbredning
Fågeln häckar i östra Asien, närmare bestämt i sydöstra Ryssland (sydöstra Sibirien, Amurdalen och Ussuriland), nordöstra och östra Kina, sällsynt på Koreahalvön, på Sachalin samt i Japan från Hokkaido söderut till centrala Honshu, lokalt även på Kyushu. Vintertid flyttar den till södra Asien från nordöstra Indien till södra och sydöstra Kina och Taiwan söderut till Malackahalvön, sällsynt även norra Sumatra.

## Systematik
Tidigare behandlades amursångare som underart till svartbrynad rörsångare, men dessa skiljer sig tydligt åt både utseendemässigt och genetiskt. DNA-studier visar att medan amursångaren står nära kortvingad rörsångare och fältsångare är svartbrynad rörsångare istället del av en grupp med streckade rörsångare där även kaveldunsångare, vattensångare och sävsångare ingår. Svartbrynad rörsångare behandlas som monotypisk, det vill säga att den inte delas in i några underarter.

### Familjetillhörighet
Rörsångarna behandlades tidigare som en del av den stora familjen sångare (Sylviidae). Genetiska studier har dock visat att sångarna inte är varandras närmaste släktingar. Istället är de en del av en klad som även omfattar timalior, lärkor, bulbyler, stjärtmesar och svalor. Idag delas därför Sylviidae upp i ett flertal familjer, däribland Acrocephalidae.

## Levnadssätt
SVartbrynad rörsångare ses både häckningstid och i övervintringsområden i olika typer av vegetation nära vatten, även om den kan uppträda i torrare miljöer under sträcket. Den lever av insekter och spindeldjur. Fågeln häckar mellan januari och augusti. I sydöstra Sibirien har äggläggning konstaterats 18-22 juni och ruvning mellan 20 juni och 20 juli.

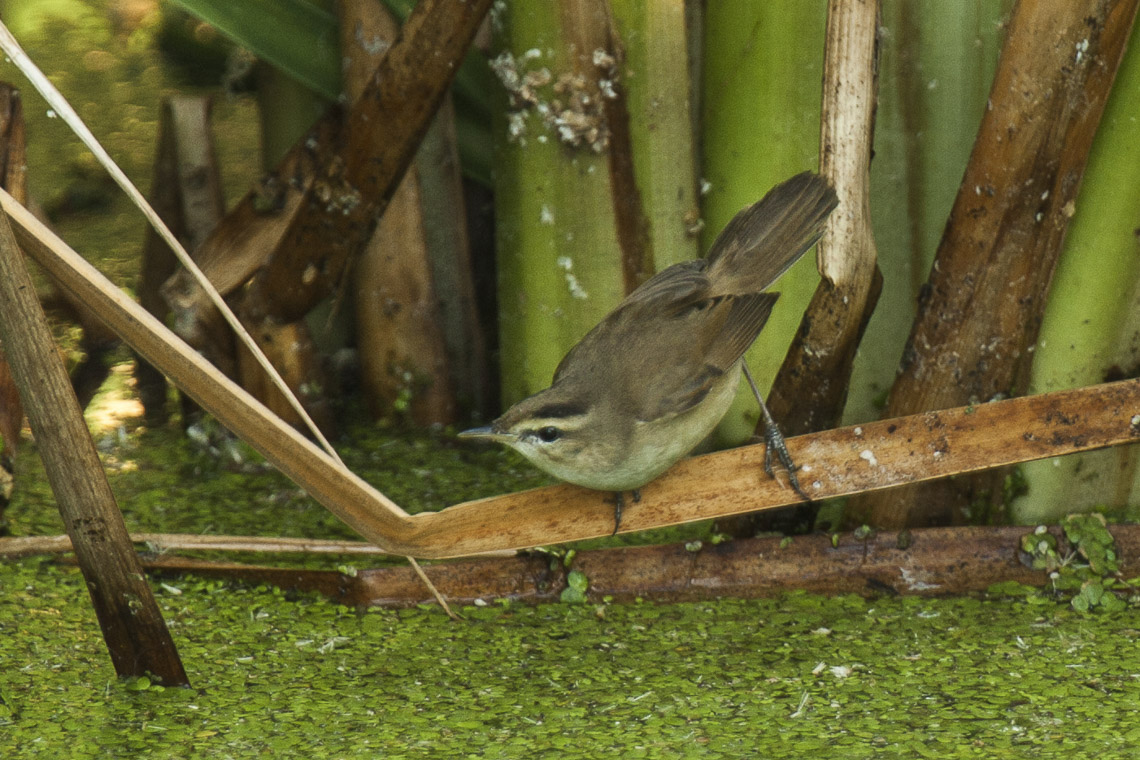
Svartbrynad rörsångare i övervintringsområdet i Thailand.

## Status och hot
Arten har ett stort utbredningsområde och en stor population med stabil utveckling och tros inte vara utsatt för något substantiellt hot. Utifrån dessa kriterier kategoriserar internationella naturvårdsunionen IUCN arten som livskraftig (LC). Världspopulationen har inte uppskattats men den beskrivs som lokalt rikligt förekommande.